# 克萊因-仁科公式

在通常能遇到的能量范围内，散射角截面的克莱因-仁科分布。

克莱因-仁科公式给出了最低阶的量子电动力学中从单个自由电子散射出来的光子的微分截面。在低频情况下（例如可见光）可推出汤姆孙散射；在更高频率下（例如X射线以及伽马射线）可推出康普顿散射。